# Cançoner medieval

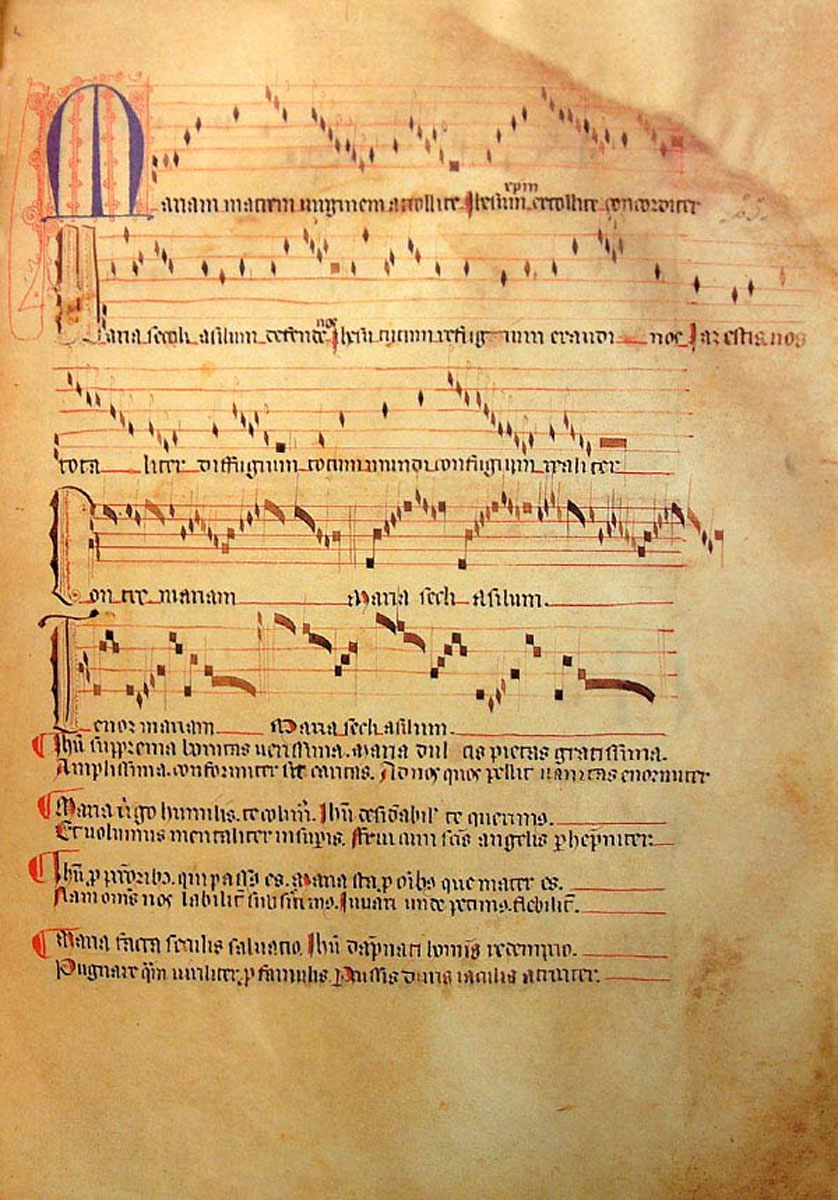
Una pàgina del Llibre Vermell de Montserrat amb l'himne Mariam matrem virginem.

Un cançoner medieval és un llibre manuscrit o publicat durant l'edat mitjana que conté una col·lecció de poemes i cançons de trobadors o trobers, que generalment amb anotacions sobre la polifonia o monofonia. Abans del 1420 els cançoners medievals incorporaven la música sagrada i secular al mateix lloc, amb l'excepció del treball de Guillaume de Machaut. A partir del 1420 la música secular i la sagrada s'ofereix de manera separada, amb grans llibres per als cors que cantaven música sagrada, i petits cançoners per un ús més privat de les classes benestants. Els primers cançoners es van compilar primerament a la Catalunya Nord, actual França, però també a Itàlia, Alemanya i la península Ibèrica.

## El petrarquisme
Els cançoners són florilegis poètics que no s'han de confondre amb els anomenats cançoners "petrarquistes", els quals reflecteixen un tipus d'estructura diferent, emanada del corrent poètic del renaixement anomenat petrarquisme. Aquests cançoners medievals reflectien els gustos estètics dels col·leccionistes que els formaven generalment amb plecs solts o amb poemes copiats en net per la seva pròpia mà o per la d'un altre des d'altres cançoners, de llibres impresos o manuscrits o d'obres que posseïen els mateixos autors dels poemes o col·leccionistes. Algunes d'aquestes col·leccions van arribar a ser divulgades per la impremta, però d'altres s'han conservat en còpies manuscrites.

## Classes de cançoners
Els cançoners podien centrar-se en un gènere literari concret, en un autor o en una temàtica determinada. De vegades, fins i tot, reflectien la producció d'un cercle poètic concret, d'una escola o corrent estètic o d'una ciutat. Alguns inclouen la transcripció de la partitura musical que solia acompanyar les cançons, altres no. Sigui com sigui, són fonts molt importants per conèixer no només la lírica cortesana d'aquests segles, sinó també la popular, ja que en ells es consignaven moltes vegades les cançons o romanços que constituïen la cultura vulgar, que forma el teló de fons de les grans creacions literàries de l'època. Constitueixen igualment una rica font d'informació històrica i social. Els cançoners es coneixen habitualment pel nom del seu confeccionador o posseïdor, o pel nom de la biblioteca que els conserva. L'Obra del Cançoner Popular de Catalunya fou una institució catalana que vetllava per recollir de manera exhaustiva la música popular catalana, entre la que destaquen els cançoners medievals.

## Cançoners medievals destacats

### Català
| Lletra | Biblioteca                                                  | Ciutat                  | Registre                         | Nom                                              | Data      | Procedència | Obra escanejada                                                               |
| ------ | ----------------------------------------------------------- | ----------------------- | -------------------------------- | ------------------------------------------------ | --------- | ----------- | ----------------------------------------------------------------------------- |
| A      | Biblioteca de Catalunya                                     | Barcelona               | ms 146                           | Cançoner Gil                                     |           |             | Biblioteca Digital de Catalunya                                               |
| Bc     | Arxiu Capitular de Barcelona                                | Barcelona               |                                  | Fragment trobadoresc de la Catedral de Barcelona | s. XIV    |             |                                                                               |
| C      | Biblioteca Nacional d'Espanya                               | Madrid                  | Res. I-27 / Res. 48              | Cançoner dels Comtes d'Urgell                    |           |             | Biblioteca Digital Hispánica                                                  |
| D¹     | Biblioteca Apostolica Vaticana                              | Ciutat del Vaticà       | Ottob. Lat. 845                  |                                                  |           |             | DigiVatLib                                                                    |
| D²     | Biblioteca Apostolica Vaticana                              | Ciutat del Vaticà       | Ottob. Lat. 542                  |                                                  |           |             | DigiVatLib                                                                    |
| D3     | Biblioteca de Catalunya                                     | Barcelona               | ms 2017                          |                                                  |           |             | Biblioteca Digital de Catalunya                                               |
| D4     | Biblioteca del Collegio di San Isidoro                      | Roma, Itàlia            | ms 1/71                          |                                                  |           |             |                                                                               |
| D⁵     | Societat Arqueològica Lul·liana                             | Palma                   |                                  |                                                  |           |             |                                                                               |
| D⁶     | Biblioteca Apostolica Vaticana                              | Ciutat del Vaticà       | Lat. 10036                       |                                                  |           |             |                                                                               |
| D7     | Biblioteca Nacional d'Espanya                               | Madrid                  | ms II-171                        |                                                  |           |             |                                                                               |
| E      | Societat Arqueològica Lul·liana                             | Palma                   | MS 4                             | Cançoner Aguiló                                  |           |             |                                                                               |
| Fa     | Biblioteca Nacional de França                               | París, França           | ms esp. 487                      | Cançoner de Paris-Carpentràs                     |           |             |                                                                               |
| Fb     | Bibliothèque Municipale                                     | Carpentras, França      | ms 381                           | Cançoner de Paris-Carpentràs                     |           |             |                                                                               |
| G      | Biblioteca de Catalunya                                     | Barcelona               | 1744, Ms. 144                    | Cançoner Carreras                                |           |             | Biblioteca Digital de Catalunya                                               |
| Ha–b   | Biblioteca de Catalunya                                     | Barcelona               | mss 7–8                          | Cançoner Vega-Aguiló                             |           |             | Biblioteca Digital de Catalunya Biblioteca Digital de Catalunya (ultraviolet) |
| Hk     | Biblioteca de Catalunya                                     | Barcelona               | ms 831                           |                                                  |           |             |                                                                               |
| J      | Biblioteca Nacional de França                               | París, França           | ms esp. 225                      | Cançoner d'obres enamorades o Cançoner de París  |           |             |                                                                               |
| K      | Biblioteca de Catalunya                                     | Barcelona               | ms 10                            | Cançoner K                                       |           |             | Biblioteca Digital de Catalunya                                               |
| L      | Biblioteca de Catalunya                                     | Barcelona               | ms 9, I de Massó.                | Cançoner L                                       |           |             | Biblioteca Digital de Catalunya                                               |
| M      | Biblioteca de Catalunya                                     | Barcelona               | ms 11                            | Cançoner dels Masdovelles                        |           |             |                                                                               |
| N      | Biblioteca de l'Ateneu                                      | Barcelona               | ms 1                             | Cançoner de l'Ateneu                             | s. XV     |             | BAB Digital                                                                   |
| O¹     | Biblioteca Universitària                                    | València                | 92-9-7                           |                                                  |           |             |                                                                               |
| O²     | Hispanic Society of America                                 | Nova York, Estats Units | B 2.281, Pagès B                 | Cançoner de Nova York                            |           |             |                                                                               |
| O3     | Biblioteca Universitaria                                    | Salamanca               | ms 2244, Pagès F                 | Cançoner de Palacio                              |           |             | Gestión del Repositorio Documental de la Universidad de Salamanca             |
| O4     | Biblioteca Nacional de França                               | París, França           | ms esp. 479                      |                                                  |           |             |                                                                               |
| O⁵     | Biblioteca de Catalunya                                     | Barcelona               | ms 2.025                         |                                                  |           |             | Biblioteca Digital de Catalunya                                               |
| O⁶     | Biblioteca Nacional                                         | Madrid                  | ms 2.985                         |                                                  |           |             |                                                                               |
| O7     | Biblioteca Nacional                                         | Madrid                  | ms 3.695                         |                                                  |           |             |                                                                               |
| O8     | Biblioteca d'El Escorial                                    | El Escorial             | ms LIII 26                       |                                                  |           |             |                                                                               |
| P      | Biblioteca Universitaria                                    | Saragossa               | ms 184                           | Cançoner de la Universitat de Saragossa          |           |             |                                                                               |
| Q      | Biblioteca Nacional de França                               | París, França           | ms esp. 229                      |                                                  |           |             |                                                                               |
| R      | Biblioteca Nacional de França                               | París, França           | ms esp. 226                      |                                                  |           |             |                                                                               |
| S¹     | Biblioteca del Monestir                                     | Montserrat              | ms 991                           | Cançoner del Marquès de Barberà                  |           |             | Biblioteca Virtual Joan Lluís Vives                                           |
| S²     | Biblioteca de Catalunya                                     | Barcelona               | ms 1030                          | Cançoner de Pero Martines                        |           |             |                                                                               |
| T      | Hispanic Society of America                                 | Nova York, EUA          | ms B 2280                        |                                                  |           |             |                                                                               |
| U      | Biblioteca Universitària                                    | València                | 88419                            | Códex de Mayans                                  |           |             |                                                                               |
| X¹     | Biblioteca Universitària                                    | Barcelona               | ms 125                           | Jardinet d'Orats                                 |           |             | Biblioteca Patronial Digital                                                  |
| X²     | Wren Library                                                | Cambridge, UK           | ms R 1417                        | Jardinet d'Orats                                 |           |             | Wren Digital Library                                                          |
| Y      | Biblioteca del Palacio Real                                 | Madrid                  | MS 2 F5                          | Cancionero de Palacio                            |           |             |                                                                               |
| Z      |                                                             |                         |                                  |                                                  |           |             |                                                                               |
| b¹     | Biblioteca Nazionale                                        | Turí, Itàlia            | ms G-II-34                       | Blandin de Cornualha                             |           |             |                                                                               |
| b²     | Biblioteca Nacional de França                               | París, França           | fr. 14973                        |                                                  |           |             |                                                                               |
| b3     | Biblioteca de Catalunya                                     | Barcelona               | ms 479                           |                                                  |           |             |                                                                               |
| c      | Arxiu de la Corona d'Aragó                                  | Barcelona               | Ripoll 129                       | Cançoneret de Ripoll                             |           |             |                                                                               |
| d¹     | Biblioteca Universitària                                    | Palma                   |                                  |                                                  |           |             |                                                                               |
| d²     | Col·legi de la Sapiència                                    | Palma                   |                                  |                                                  |           |             |                                                                               |
| d3     | Biblioteca Apostolica Vaticana                              | Ciutat del Vaticà       | Chigi E.4108                     |                                                  |           |             |                                                                               |
| d4     | Bayerische Staatsbibliothek                                 | Múnic, Alemanya         | lat. 10538                       |                                                  |           |             |                                                                               |
| d⁵     | Biblioteca Ambrosiana                                       | Milà, Itàlia            | lat. H 8 inf.                    |                                                  |           |             |                                                                               |
| d⁶     | Biblioteca del Collegio di San Isidoro                      | Roma, Itàlia            | 1/18                             |                                                  |           |             |                                                                               |
| d7     | Biblioteca del Collegio di San Isidoro                      | Roma, Itàlia            | 1/22                             |                                                  |           |             |                                                                               |
| d⁹     | Biblioteca dell'Accademia Nazionale dei Lincei e Corsiniana | Roma, Itàlia            | 44.A.3                           |                                                  |           |             |                                                                               |
| d¹⁰    | Biblioteca del Collegio di San Isidoro                      | Roma, Itàlia            | 1/95                             |                                                  |           |             |                                                                               |
| d11    | Biblioteca Apostolica Vaticana                              | Ciutat del Vaticà       | Lat. 9344                        |                                                  |           |             |                                                                               |
| d12    | Biblioteca Apostolica Vaticana                              | Ciutat del Vaticà       | Lat. 10275                       |                                                  |           |             |                                                                               |
| d13    | British Library                                             | Londres, Regne Unit     | Add. 16431                       |                                                  |           |             |                                                                               |
| d¹⁴    | British Library                                             | Londres, Regne Unit     | Add. 16432                       |                                                  |           |             |                                                                               |
| d15    | British Library                                             | Londres, Regne Unit     | Add. 16430                       |                                                  |           |             |                                                                               |
| d¹⁶    | Biblioteca de la Causa Pia Lul·liana                        | Palma                   |                                  |                                                  |           |             |                                                                               |
| d17    | Societat Arqueològica Lul·liana                             | Palma                   |                                  |                                                  |           |             |                                                                               |
| d18    | Societat Arqueològica Lul·liana                             | Palma                   |                                  |                                                  |           |             |                                                                               |
| d19    | Biblioteca Universitària                                    | Palma                   |                                  |                                                  |           |             |                                                                               |
| d20    | Societat Arqueològica Lul·liana                             | Palma                   |                                  |                                                  |           |             |                                                                               |
| d21    | Biblioteca Ambrosiana                                       | Milà, Itàlia            | D 465 inf.                       |                                                  |           |             |                                                                               |
| d22    | Biblioteca Universitària                                    | Palma                   |                                  |                                                  |           |             |                                                                               |
| d23    | Biblioteca Universitària                                    | Palma                   |                                  |                                                  |           |             |                                                                               |
| d24    | Biblioteca Universitària                                    | Palma                   |                                  |                                                  |           |             |                                                                               |
| d25    | Bayerische Staatsbibliothek                                 | Munic, Alemanya         | lat. 10591                       |                                                  |           |             |                                                                               |
| d27    | Bayerische Staatsbibliothek                                 | Munic, Alemanya         | ms 612 hisp. 69                  |                                                  |           |             |                                                                               |
| d28    | Deutsche Staatsbibliothek                                   | Berlín, Alemanya        | ms hisp. Quart. 63               |                                                  |           |             |                                                                               |
| d29    | Seminarbibliothek                                           | Magúncia, Alemanya      |                                  |                                                  |           |             |                                                                               |
| d³⁰    | Biblioteca Colombina                                        | Sevilla                 | Y-129-7                          |                                                  |           |             |                                                                               |
| e¹     | Biblioteca Nazionale Centrale di Firenze                    | Florència, Itàlia       | Conv. Soppr. G-4313              |                                                  |           |             |                                                                               |
| e²     | Real Academia de la Historia                                | Madrid                  | Est. 55 gr. 1a, n. 15            |                                                  |           |             |                                                                               |
| e3     | Societat Arqueològica Lul·liana                             | Palma                   | ms 8 s/n                         |                                                  |           |             |                                                                               |
| f²     | Biblioteca Universitària                                    | Barcelona               | ms 759                           |                                                  |           |             |                                                                               |
| h      | Biblioteca Capitular                                        | València                | ms lat (amb una poesia catalana) |                                                  |           |             |                                                                               |
| i¹     | Bibliothèque Municipale                                     | Marsella, França        | catal. p. 298, n. 2              |                                                  |           |             |                                                                               |
| i²     | Arxiu Capitular                                             | Barcelona               | ms 23                            |                                                  |           |             |                                                                               |
| i3     | Arxiu Capitular                                             | Barcelona               |                                  | Cant de la Sibil·la                              |           |             |                                                                               |
| i4     |                                                             | Barcelona               | ms lat. (amb poesia catalana)    |                                                  |           |             |                                                                               |
| k      | Biblioteca Universitaria Ventimigliana                      | Catània, Itàlia         | ms 92                            |                                                  |           |             |                                                                               |
| l      | Biblioteca Nacional d'Espanya                               | Madrid                  | ms 10264                         |                                                  |           |             |                                                                               |
| m      | Biblioteca de Catalunya                                     | Barcelona               | ms 482                           |                                                  |           |             |                                                                               |
| n¹     | Biblioteca Universitaria                                    | Barcelona               | ms 123                           |                                                  |           |             |                                                                               |
| n²     | Arxiu Capitular                                             | Girona                  |                                  |                                                  |           |             |                                                                               |
| n3     | Arxiu de la corona d'Aragó                                  | Barcelona               | ms 26                            |                                                  |           |             |                                                                               |
| n4     | Arxiu de la Corona d'Aragó                                  | Barcelona               | memorial n. 49                   |                                                  |           |             |                                                                               |
| n⁵     | Arxiu de la Corona d'Aragó                                  | Barcelona               | memorial n. 55                   |                                                  |           |             |                                                                               |
| o      | Biblioteca Universitària                                    | Barcelona               | ms 54                            |                                                  |           |             |                                                                               |
| p      | Biblioteca Universitària                                    | Barcelona               | ms 68                            |                                                  |           |             |                                                                               |
| q      | Biblioteca de Catalunya                                     | Barcelona               | ms 1716                          |                                                  |           |             |                                                                               |
| r¹     | Arxiu de la Corona d'Aragó                                  | Barcelona               | ms Sant Cugat 27                 |                                                  |           |             |                                                                               |
| r²     | Biblioteca Nacional de França                               | París, França           | lat. 6652                        |                                                  |           |             |                                                                               |
| s      | Biblioteca Apostolica Vaticana                              | Ciutat del Vaticà       | Lat. 4806                        |                                                  |           |             |                                                                               |
| t      | Biblioteca de la Capella del Palau                          | Barcelona               |                                  | Esacs d'Amor                                     |           |             |                                                                               |
| u      | Biblioteca Capitular                                        | Barcelona               | ms 6                             |                                                  |           |             |                                                                               |
| v      | Biblioteca de Catalunya                                     | Barcelona               | ms 485                           |                                                  |           |             |                                                                               |
| x¹     | Biblioteca de Catalunya                                     | Barcelona               | ms 1000                          |                                                  |           |             |                                                                               |
| x²     | Biblioteca Nacional de França                               | París, França           | nouv. acq. 4232                  |                                                  |           |             |                                                                               |
| x3     | Biblioteca de Catalunya                                     | Barcelona               | ms 729                           |                                                  |           |             |                                                                               |
| x4     | Biblioteca Colombina                                        | Sevilla                 | 7-7-6                            |                                                  |           |             |                                                                               |
| x⁵     | Biblioteca de Catalunya                                     | Barcelona               | ms 451                           |                                                  |           |             |                                                                               |
| x⁶     | Biblioteca Nacional de França                               | París, França           | esp. 472                         |                                                  |           |             |                                                                               |
| x7     | Biblioteca Universitària                                    | Barcelona               | ms 1029                          |                                                  |           |             |                                                                               |
| x8     | Biblioteca de Catalunya                                     | Barcelona               | ms 372                           |                                                  |           |             |                                                                               |
| x⁹     |                                                             | Madrid                  |                                  | Vida de Sancta Margarida                         |           |             |                                                                               |
| x¹⁰    | Biblioteca de Catalunya                                     | Barcelona               | ms 1957                          |                                                  |           |             |                                                                               |
| x11    | Biblioteca del Monestir de Sant Pere de les Puel·les        | Barcelona               |                                  |                                                  |           |             |                                                                               |
| y      | Biblioteca de Montserrat                                    | Montserrat              | ms 1                             | Llibre Vermell de Montserrat                     | 1396–1399 |             | Biblioteca Virtual Miguel de Cervantes                                        |
| za     | Biblioteca de Catalunya                                     | Barcelona               | ms 3                             | Cançoner de vides de sants                       |           |             |                                                                               |
| zb     | Biblioteca Municipal                                        | València                |                                  | Cançoner de vides de sants                       |           |             |                                                                               |

### Francès
- Cangé Chansonnier
- Cappella Giulia Chansonnier
- Chansonnier Cordiforme
- Chansonnier d'Arras
- Chansonnier du Roi (també occità)

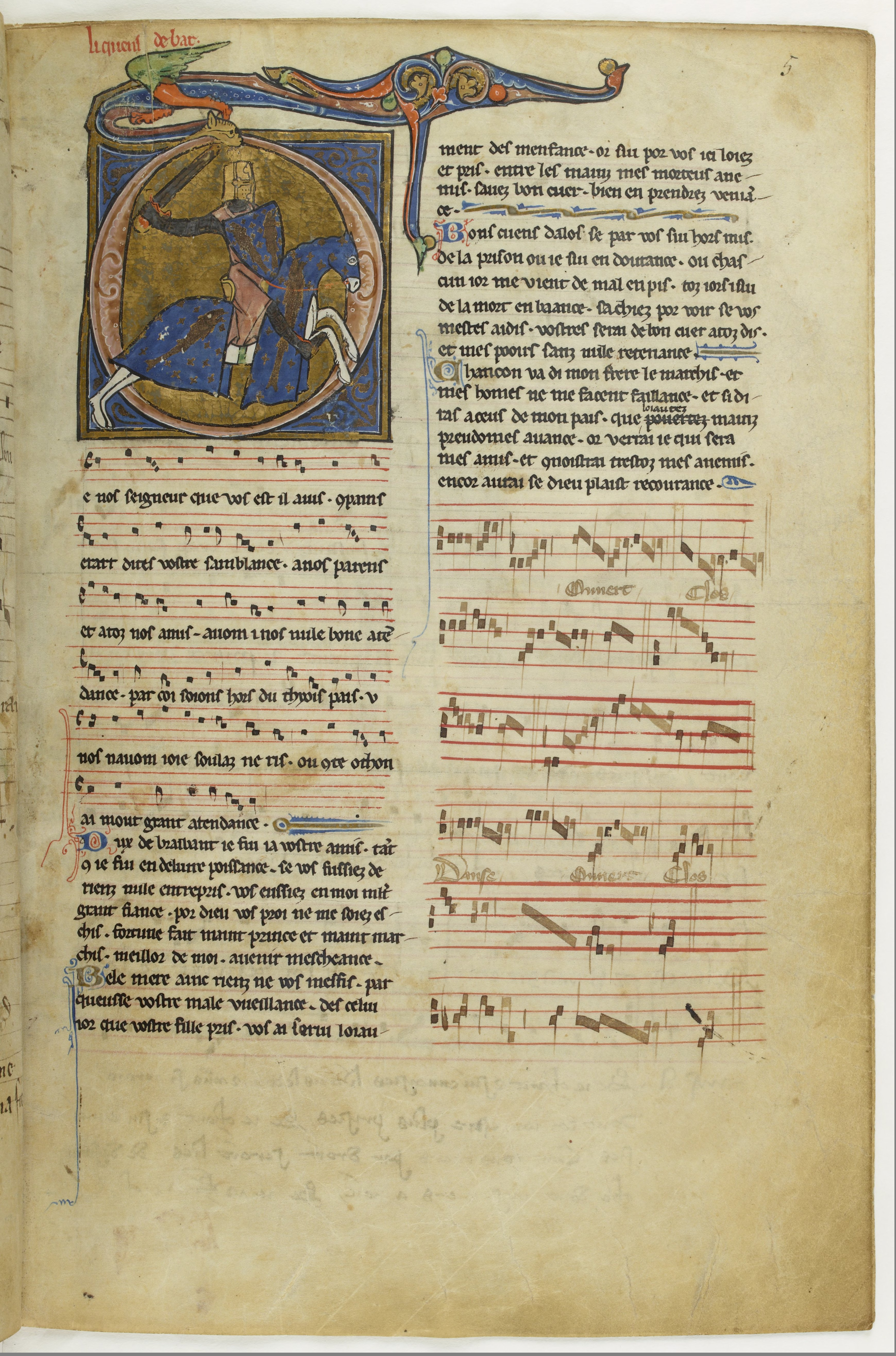
Pàgina del Chansonnier du Roi que es conserva a la Biblioteca Nacional de França.

- Chansonnier Nivelle de la Chaussée
- Copenhagen Chansonnier
- Dijon Chansonnier
- Florentine Chansonnier
- Laborde Chansonnier
- Mellon Chansonnier
- Noailles Chansonnier
- Seville Chansonnier
- Wolfenbüttel Chansonnier

### Italià
- Cancionero de Montecassino

### Occità
Vegeu-ne el llistat a l'article Cançoner (poesia trobadoresca)
- Cançoner Gil (Sg en la tradició trobadoresca, A per a Massó)
- Cançoner Vega-Aguiló (Ms. 7 i 8 de la Biblioteca de Catalunya,[4] Ha i Hb per a Massó)
- Chansonnier de Saint-Germain-des-Prés
- Philipps Manuscript
- Poetarum Provinciali

### Gallec
- Cancioneiro da Ajuda
- Cancioneiro da Biblioteca Nacional
- Cancioneiro da Vaticana
- Pergaminho Sharrer (fragment)
- Pergaminho Vindel vegeu Martin Codax

### Portuguès
- Cancioneiro de Belém
- Cancioneiro de Elvas
- Cancioneiro de Lisboa
- Cancioneiro de Paris

### Castellà
- Cancionero de Baena
- Cancionero de la Colombina
- Cancionero de Medinaceli
- Cancionero de Palacio